# 永宁街道 (南京市)
永宁街道，是中华人民共和国江苏省南京市浦口区下辖的一个乡镇级行政单位。

## 行政区划
永宁街道下辖以下地区：
永宁社区、东葛社区、高丽社区、西葛社区、大桥社区、侯冲社区、永宁村、侯冲村、张圩村、东葛村、大桥村、高丽村、友联村、青山村、联合村和大堰村。